# No. 43 (Royal Marines) Commando
No. 43 (Royal Marines) Commando je bil Commando Oboroženih sil Združenega kraljestva, ki so ga sestavljali kraljevi marinci.

## Zgodovina
Enota je bila ustanovljena avgusta 1943 in delovala je v Italiji in jadranski obali. 